# Abbaye Saint-Pierre de Senones
Pour les articles homonymes, voir Abbaye Saint-Pierre.
L’abbaye Saint-Pierre de Senones est une abbaye bénédictine fondée à Senones dans le département français des Vosges. De 770 avant la fondation réelle d'une abbaye bénédictine à mars 1793, la présence de bénédictins de différentes congrégations ou lieux d'origine a marqué ce lieu.

## Moutier et église avant l'essor bénédictin
Les circonstances de la création de cette abbaye sont mâtinées de légendes. Selon la tradition hagiographique, Gondelbert, évêque de Sens, fondateur de l'abbaye de Senones, est arrivé dans la vallée du Rabodeau vers 640. Le premier document concernant l'abbaye se trouvant dans une copie du cartulaire de Senones est une charte d'immunité accordée par Childéric II vers 661. La charte de Childéric II indique que Senones se trouvait sur la Strata Sarmatorum qui reliait Metz à Schlestadt avant qu'elle soit appelée en 1172 via Salinaria.
L'installation bénédictine prend la place d'un moutier proche et surtout d'une minuscule église ou sanctuaire dédié par Gondelbert, père d'un ban mérovingien fondé à la Grande Fosse vers 660. Le ban est, plus qu'un découpage territorial stricte, une assemblée qui légifère et gère des intérêts communs, choisit les administrateurs politiques et religieux en tranchant les différends par un vote responsable à main nue.
Un titre royal de fondation, recopié d'une charte originale de 661, confirme l'attribution par le roi d'Austrasie Childéric II d'un périmètre de terres fiscales qui rejoignent les biens communs du ban. Ce ban est toutefois remanié et découpé. Il n'en parvient qu'une partie septentrionale sous le contrôle de l'évêque de Metz.
Charlemagne a nommé Angelramnus abbé et seigneur de Senones, vers 768, ce qui semble montrer qu'à cette époque c'était une abbaye royale. Ce dernier était aussi évêque de Metz. Le diplôme rendu par Louis le Pieux, le 18 décembre 825, en faveur de Ricbod, abbé de Senones, indique que l'abbaye de Senones dépend de l'évêché de Metz. Dans le traité de Meerssen, l'abbaye de Senones est attribuée à Charles le Chauve.

## Bénédictins administrateurs
Quelques moines bénédictins s'installent probablement entre 770 et 800 à l'emplacement d'un lieu religieux préexistant ou à proximité d'un sanctuaire vraisemblablement au lieu-dit "Ferme Saint Siméon". Ce sont surtout des administrateurs qui sont envoyés par Angelramnus, évêque de Metz et archichapelain de l'empereur Charlemagne. Angelram a reçu en 770 en commende le monastère de Senones et les terres du ban qui lui sont associés. Le monastère dont on a chassé les précédents moines est en piteux état. Le territoire est par contre peuplé et assujettis à l'impôt. Mais les biens collectés enrichissent d'abord le commendataire, l'évêque. Néanmoins il semble qu'un monastère naisse, accueillant de vieux bénédictins valeureux. L'institution pauvre reste modeste, connaît même des phases de déclin à la suite de l'introduction de mœurs coupables et d'actes de brigandage de jeunes moines en 894. Les moines pillards ou indignes sont chassés. Momentanément, l'administration du monastère est confié à des chanoines de Metz. Un abandon de la vie religieuse caractérisent les décennies de famines et de désordre qui suivent les pillages hongrois entre 912 et 924.
Une nouvelle institution qui adopte la règle bénédictine renaît après 960. En effet, en 955 le moine de Gorze Adalbert est envoyé pour faire cesser les exactions des moines de Moyenmoutier. Après de nombreuses vicissitudes, son successeur l'abbé Allmann peut lancer une vie spirituelle et intellectuelle en s'appuyant sur de solides rentrées de dîmes, basée sur une administration et une gestion assagie et efficace. L'abbaye de Moyenmoutier devient un modèle que s'empresse d'imiter la petite abbaye de Senones.
L’abbaye s’enrichit et les moines sont obligés de demander la création d'une charge d'avoué pour protéger leurs biens et ceux de l'abbé. Les chevaliers, servant le châtelain de Langstein ou Pierre-Percée à l'époque Pétria Perceia, s'acquittent de cette tâche de surveillance pour le compte de l'évêque de Metz. Après les Langstein, Un conte de Salm épouse Agnès de Langstein et la maison de Salm est choisie par l'évêque Étienne de Bar.
Un village se forme à proximité de l’abbaye (emplacement actuel du lotissement de la Princesse Charlotte), qui devient la petite ville de Senones. L’abbé Antoine de Pavie déplace et reconstruit l'abbatiale au début du XIIe siècle. Il fait édifier la rotonde, chapelle circulaire incluse dans l’église abbatiale aujourd’hui disparue.

## L’apogée au siècle des Lumières
Le monastère est radicalement reconstruit au XVIIIe siècle, d'abord l’abbatiat de Dom Calmet, puis sous celui de son successeur. Les bâtiments que l’on voit aujourd’hui datent tous de cette période, à l’exception de trois éléments :
- le clocher de l’église, seul élément conservé du XIIe siècle ;
- l’église, reconstruite au XIXe siècle, vers 1860 sur l’un des côtés du cloître ;
- les maisons individuelles au nord qui remplacent le moulin et un bâtiment agricole.

L’abbaye de Senones vaut par son ensemble architectural relativement bien conservé. Les bâtiments actuels conservent encore la disposition du cloître bénédictin ; la bibliothèque dépouillée de ses livres et des rayonnages en 1793, le logis abbatial et les importants bâtiments d’exploitation sont d’un style sobre et élégant qui ne manque pas d’allure et ont une extension remarquable, marquant la puissance de l’abbaye à son apogée. La fameuse cage d’escalier monumentale, ornée d’une rampe en fer forgé par Jean Lamour, inscrit l’abbaye parmi les plus belles réalisations architecturales du siècle des Lumières.

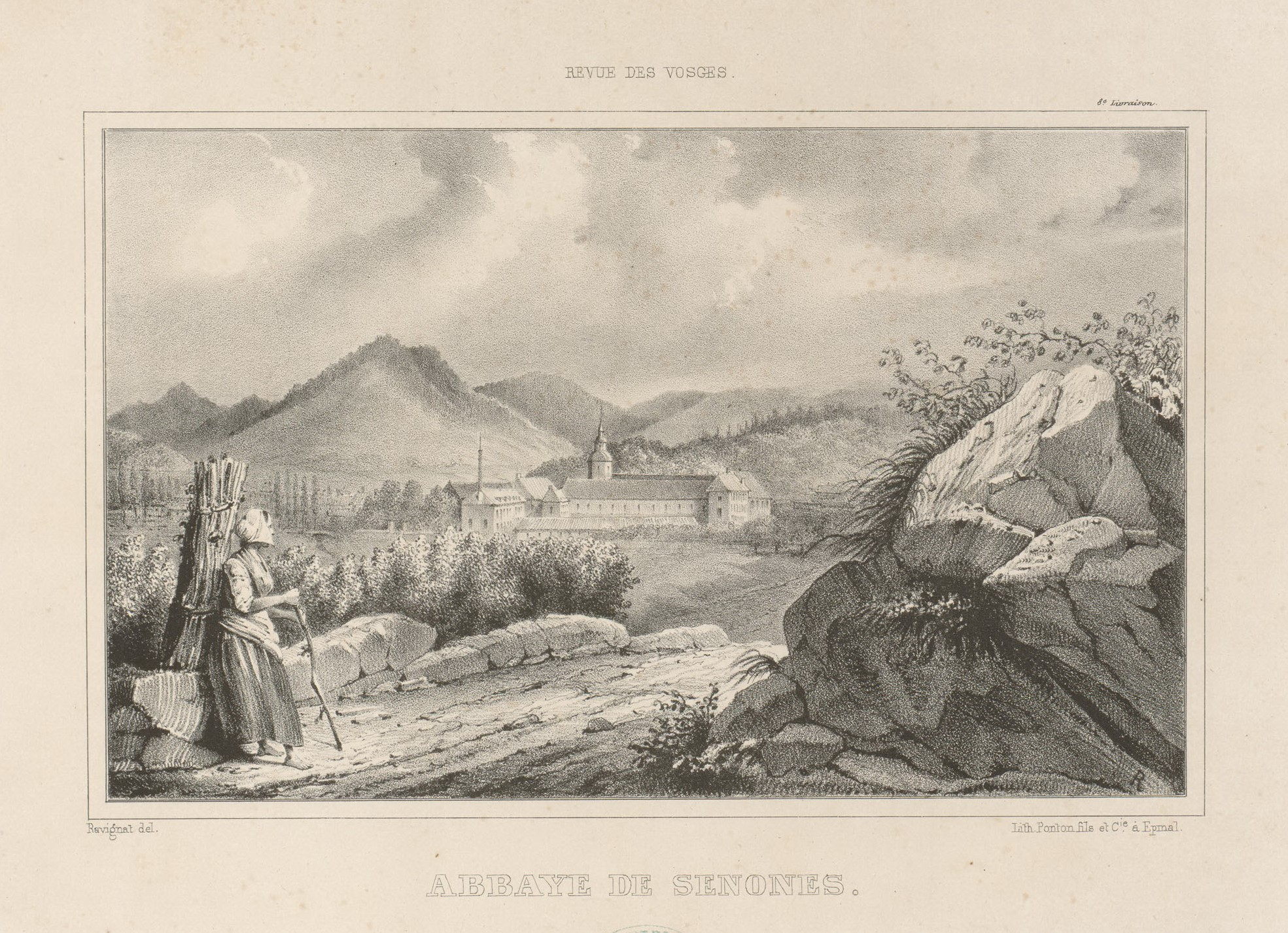
Estampe de l'abbaye de Senones, réalisée par Ravignat E., en 1841.

La petite ville de Senones est devenue capitale princière (de la principauté de Salm-Salm) après le coup d'état de 1751. Dom Calmet est l’abbé le plus célèbre de l’abbaye de Senones. On lui doit une partie du monastère que l’on admire aujourd’hui. Érudit autant qu’homme d’Église, il a réuni plus de 15 000 ouvrages dans la bibliothèque du monastère et est resté célèbre pour sa correspondance avec Voltaire qu’il a reçu en 1754.
L’abbaye de Senones avait dans sa dépendance le prieuré de Ménil à Lunéville et plusieurs paroisses du secteur d'Emberménil.

## La sécularisation
En 1793, pendant la Révolution française, les bâtiments abbatiaux sont confisqués et vendus comme biens nationaux. Ils sont rachetés par des industriels qui y installent rapidement des usines textiles.
C'est ainsi qu'en 1806, la première filature mécanique de coton des Vosges, créée par John Heywood est installée dans les bâtiments agricoles de l’abbaye.
Tous les bâtiments abbatiaux serviront à l’industrie textile jusque 1993.
Ils abritent désormais un magasin d’usine, l’office du tourisme et divers services.

## Liste des abbés
- 661-675 : saint Gondelbert
- 6??-6?? : Magneramnus
- 6??-6?? : Aggeric
- 6??-6?? : Benoît
- 6??-7?? : Erlefrid I
- 7??-7?? : Boniciolus
- 7??-768 : Étienne
- 768-785 : Angelramnus
- 785-7?? : Norgrand
- 7??-7?? : Théodrad
- 7??-7?? : Périn
- 7??-8?? : Nother
- 8??-826 : Wipod
- 826-8?? : Ricbod
- 8??-8?? : Erlefrid II
- 8??-8?? : Tautdéric
- 8??-9?? : Adelhard
- 9??-930 : Rangerus
- 930-950 : Rembert
- 950-9?? : Erlefrid III
- 9??-9?? : Daubert
- 9??-1000 : Anselme
- 1000-10?? : Suthard I
- 10??-1018 : Suthard II
- 1018-1057 : Erlin
- 1057-1087 : Berchère
- 1087-1136 : Antoine
- 1136-1145 : Gautier
- 1145-1160 : Humbert
- 1160-1170 : Bernard
- 1170-1200 : Gérard
- 1200-1201 : Thierry I de Noviant
- 1201-1204 : Conon de Deneuvre
- 1204-1225 : Henri I
- 1225-1239 : Widric de Couvay
- 1239-1270 : Baudouin I
- 1270-1285 : Simon
- 1285-1314 : Baudouin II
- 1314-1327 : Hartung
- 1327-1349 : Bencelin
- 1349-1372 : Renner
- 1372-1392 : Pierre I de Varice
- 1392-1397 : Nicolas I de Barlemont
- 1397-1418 : Baudouin III
- 1418-1423 : Thierry II de La Chambre
- 1423-1440 : Valentin
- 1440-1461 : Désiré de Borville
- 1461-1490 : Henri II de Briton de Deneuvre
- 1490-1492 : Jean I Curati
- 1492-1506 : Jean II de Borville
- 1506-1541 : Thirion d’Antlupt
- 1541-1545 : Jean III Durand
- 1545-1564 : Claude I Padoux
- 1564-1588 : Claude II de Raville
- 1588-1625 : Jean IV de Lignière
- 1625-1634 : Le cardinal Nicolas II François de Lorraine
- 1634-1647 : Charles I de Lorraine
- 1647-1661 : Charles II Nicolas-Léopold-Sixte de Lorraine
- 1661-1684 : Joachim Vivien
- 1684-1712 : Pierre II Alliot
- 1712-1715 : François de Lorraine
- 1715-1728 : Matthieu Petitdidier
- 1728-1757 : Augustin I Antoine Calmet
- 1757-1784 : Augustin II Fangé (son neveu)
- 1784-1791 : Jean-François Lombard

Source : Gallia Christiana, Dom Augustin Calmet,.

## Protection
L'ancienne église abbatiale, actuellement église paroissiale, est en totalité, sauf la tour qui est classée, inscrite au titre des monuments historiques par arrêté du 21 septembre 1983. Le grand escalier ovale avec sa rampe en fer forgé, les galeries du cloître, les façades et toitures du logis abbatial sont classés par cet arrêté du 21 septembre 1983.
Ensuite par arrêté du 18 août 2005, sont classés au titre des monuments historiques :
- les façades et les toitures des anciens bâtiments conventuels,
- l'escalier droit du cloître avec sa cage ainsi que l'escalier avec sa rampe en fer forgé et sa cage,
- la pièce dite "salle des abbés" avec son décor (lambris, bibliothèque murale, cheminée, plafond avec ses gypseries) dans l'ancien logis abbatial,
- les façades et les toitures des deux ailes de la cour des communs :
  - le bâtiment des communs à arcades (à l'exception de l'extension de la fin du XIXe siècle)
  - la bibliothèque, y compris son extension du XVIIIe siècle
- la tour du XIIe siècle de l'église (ancienne croisée du transept) avec son beffroi,
- le clocher en élévation en totalité, y compris son recouvrement et sa charpente,
- les sols comprenant l'assise de l'ancienne nef romane,
- l'assise du cloître,
- le sol de la cour des communs.

Enfin par arrêté du 15 mai 2012, les intérieurs du bâtiment de la bibliothèque sont inscrits au titre des monuments historiques.

## Propriétés, revenus
L'abbaye jouit des loyers et canons des terres agricoles qu'elle loue à ses paysans sur le territoire de sa juridiction (vallée du Rabodeau, vallée de la Plaine, rive gauche de la haute bruche, Badonvillois), ainsi que des impôts d'anciens régime qu'elle perçoit en tant qu'abbaye (tailles, dîmes, ...) 

### Prieurés, cures
- Prieuré de Ménil-les-Lunéville, fondé en 1734, héritier du prieuré de Léomont transféré à Ménil en 1735, dépendance de l'abbaye de Senones[10]
- Prieuré de Deneuvre
- Prieuré de Xures
- Prieuré de Mervaville
- Prieuré de Léomont
- Prieuré de Vic-sur-Seille
- Prieuré de Fricourt
- Cure de Rambervillers
- Cure de Saint-Hilaire de Metz
- Autres biens à Cutting, Rohrbach, Bertrichamps, Mignéville, Moyen, ...